# 李樹譽
李樹譽（1845年—？），一稱唐樹譽，字蕓樵，貴州省遵義府遵義縣人，清朝政治人物、同進士出身。
光緒十二年（1886年），参加光緒丙戌科殿試，登進士三甲145名。同年五月，著交吏部掣签，分发各省以知县即用。曾任雲南祿豐縣知縣。